# Tauró de musell punxegut
El tauró de musell punxegut (Rhizoprionodon acutus) és una espècie de peix cartilaginós carcariniforme de la família dels carcarínids, d'aigües tropicals dels oceans Pacífic i Atlàntic.